# Cascades Comet
Les cascades Comet són unes cascades altes situades al rierol Van Trump Creek, al comtat de Pierce, Washington (Estats Units d'Amèrica). Aquestes cascades són les millors de la regió del Mont Rainier.

## Altura
A primera vista, l'aigua cau a una altura de al voltant de 91 m per una vall penjada de gran pendent. L'altura real de les cascades és de 98 m. Però les cascades són més que això, ja que hi ha dos salts d'aigua més petits per sota de la cascada principal, així com una cascada visible per sobre de la cascada principal. Les cascades inferiors tenen 12,1 m i 6,1 m d'altura, mentre que no es coneix l'altura de la cascada superior. En qualsevol cas, suposant que cascada superior tingui almenys 6.1 m d'altura, les cascades probablement tinguin al voltant de 120 m d'altura en total.

## El flux de fang del 2001
A causa de la sòlida roca del llit del rierol, les cascades no van ser danyades pel flux de fang del 2001, però va tallar un congost de fins a 3,0 m de profunditat just per sota de les cascades i tota la vida vegetal que revestia el rierol per sota de les cascades va ser arrossegada i substituïda per la vegetació morta. A més, la piscina situada a la base de la cascada principal es va omplir de roques i fang.

## Les inundacions de 2003 i 2006
Les inundacions de 2003 i 2006 van ajudar a netejar les cascades, ja que van eliminar la major part de les restes que havia per sota de les cascades. Una vegada més, a causa de la forta roca del llit de les cascades, les cascades no van canviar molt.